# King Lear (film, 1909)
Pour les articles homonymes, voir King Lear (film).
Pour plus de détails, voir Fiche technique et Distribution.
King Lear est un film muet américain réalisé par J. Stuart Blackton et William V. Ranous, sorti en 1909.

## Fiche technique
- Titre original : King Lear
- Pays d'origine :
- Année : 1909
- Réalisation : J. Stuart Blackton et William V. Ranous
- Scénario : Eugene Mullin (writer)
- Histoire : William Shakespeare, d'après sa pièce éponyme
- Société de production : Vitagraph
- Pays d'origine :  États-Unis
- Langue :
- Format : Noir et blanc – Muet
- Genre : drame
- Durée : 16 minutes
- Dates de sortie : 27 mars 1909

## Distribution
- William V. Ranous : Le Roi Lear
- Maurice Costello :